# Lou Dijkstra
Luitzen „Loe“ Dijkstra (* 7. Mai 1909 in Paesens; † 24. April 1964 in Amstelveen) war ein niederländischer Eisschnellläufer.

## Werdegang
Dijkstra errang im Jahr 1929 den 16. Platz und 1933 den zweiten Platz bei der niederländischen Meisterschaft. Bei der Mehrkampf-Weltmeisterschaft 1933 in Oslo kam er auf den 17. Platz. Im Jahr 1935 belegte er bei der Mehrkampf-Weltmeisterschaft in Davos den 11. Platz und bei den Academic World Games in St. Moritz den zweiten Rang. In der Saison 1935/36 lief er nach Platz 16 bei der Mehrkampf-Europameisterschaft 1936 in Oslo, bei der Mehrkampf-Weltmeisterschaft 1936 in Davos auf den 18. Platz und bei den Olympischen Winterspielen 1936 in Garmisch-Partenkirchen auf den 24. Platz über 500 m, jeweils auf den 20. Rang über 1500 m und 10.000 m, sowie auf den 16. Platz über 5000 m. Bei der niederländischen Meisterschaft 1941 errang er den 17. Platz uber im folgenden Jahr den 21. Platz.
Kurz nach dem Olympiasieg seiner Tochter Sjoukje Dijkstra im Eiskunstlauf, starb er im April 1964 an den Folgen eines Autounfalls.

## Persönliche Bestleistungen
| Disziplin | Zeit        | Datum            | Ort        |
| --------- | ----------- | ---------------- | ---------- |
| 500 m     | 45,8 s      | 1. Februar 1936  | Davos      |
| 1000 m    | 1:36,0 min  | 7. Februar 1935  | St. Moritz |
| 1500 m    | 2:24,8 min  | 2. Februar 1935  | Davos      |
| 5000 m    | 8:47,2 min  | 25. Januar 1936  | Oslo       |
| 10.000 m  | 18:12,2 min | 11. Februar 1933 | Oslo       |